# 叙布莱讷
叙布莱讷（法語：Sublaines，法語發音：[syblɛn] ⓘ）是法国安德尔-卢瓦尔省的一个市镇，位于该省东部，属于图尔区。

## 地理
叙布莱讷（47°15'52"N, 0°59'28"E）面积14.44 平方千米，位于法国中央-卢瓦尔河谷大区安德尔-卢瓦尔省，该省份为法国中西部省份，北起萨尔特省、东北接卢瓦-谢尔省，东南接安德尔省，南至维埃纳省，西临曼恩-卢瓦尔省。
与叙布莱讷接壤的市镇（或旧市镇、城区）包括：布莱雷、谢迪尼、锡戈涅、吕济耶、安德鲁瓦河畔圣康坦。

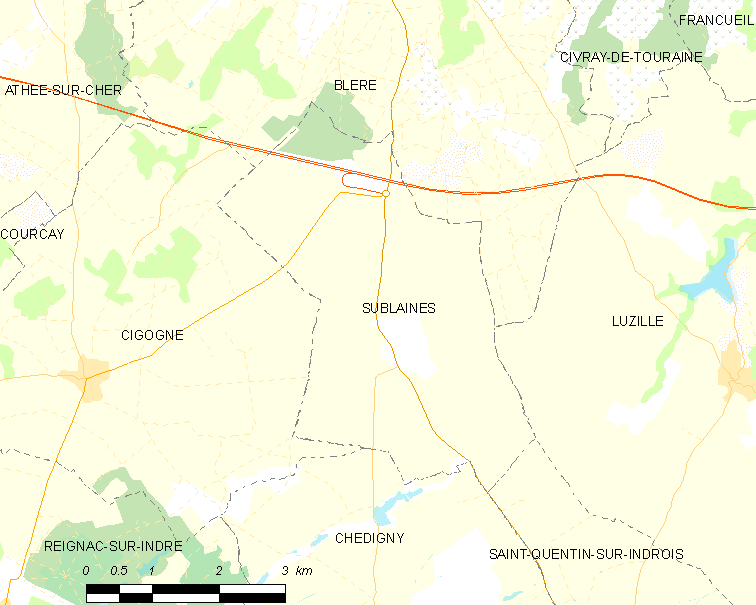
叙布莱讷的OSM定位图

叙布莱讷的时区为UTC+01:00、UTC+02:00（夏令时）。

## 行政
叙布莱讷的邮政编码为37310，INSEE市镇编码为37253。

## 政治
叙布莱讷所属的省级选区为布莱雷县。

## 人口

1962-2008年间叙布莱讷人口变化图示

叙布莱讷于2022年1月1日时的人口数量为176人。